# María Luisa Serret
María Luisa Serret Gómez (... – 30 gennaio 2008) è stata una cestista cubana.

## Carriera
Con Cuba ha disputato i Campionati mondiali del 1971 e due edizioni dei Giochi panamericani (Winnipeg 1967, Cali 1971).